# Teairra Marí
Teairra Marí Thomas (Detroit, Míchigan, 2 de diciembre de 1987), conocida simplemente como Teairra Marí, es una rapera, cantante, compositora y actriz estadounidense. A la edad de 16 años, firmó con Def Jam Recordings y Roc-A-Fella Records de Jay-Z para lanzar su álbum de estudio debut, Roc-A-Fella Records Presents Teairra Marí (2005). Alcanzó el puesto número cinco en el Billboard 200 y fue respaldado por el sencillo "Make Her Feel Good", que llegó a estar en el top 40 del Billboard Hot 100.
En 2008, regresó a la escena musical con su sencillo "Hunt 4 U" (con Pleasure P). Después de constantes filtraciones, volvió a grabar por segunda vez su segundo álbum, At That Point, que luego fue archivado. En 2010, protagonizó la película Lottery Ticket, junto a los raperos Bow Wow y Ice Cube.

## Carrera

### Primeros años y comienzos de su carrera
Nacida en Detroit, Marí cantaba en la iglesia y fue influenciada por la música de varios artistas de Motown como Aaliyah, Monica y Brandy Norwood. Su abuela fue corista de Aretha Franklin. Marí asistió a la Escuela Secundaria de Bellas Artes y Artes Escénicas de Detroit. Después de que Antonio "LA" Reid escuchó a Marí cantando en vivo, le ofreció un contrato. Según Shakir Stewart, vicepresidente de A&R de Island Def Jam Music Group, en una entrevista con HitQuarters, "Teairra era una estrella cuando entró en la sala. Capturó la atención de todos cuando hizo su audición. Nos enamoramos de ella desde el primer día".

### 2004-2006:Teairra Marí
Marí trabajó con Jay-Z en su primer proyecto de colaboración desde que se convirtió en presidente de Def Jam Records, para lanzar "Make Her Feel Good" junto con el productor Sean Garrett, el sencillo principal de su álbum debut en Roc-A-Fella/Def Jam que alcanzó el número 35 en el Billboard Hot 100 y el número 9 en las listas de R&B. El segundo sencillo, "No Daddy" tuvo un video musical que lo llevó al éxito comercial en MTV. El vídeo permaneció dieciséis días en Total Request Live, alcanzando el número cuatro. Poco después de que su tercer sencillo "Phone Booth" fuese lanzado sólo en radio y recibiera una respuesta tibia debido a que no tenía un video ni promoción, también hizo apariciones especiales en varios videos musicales de Biggie, 3LW, Jay-Z y Sammie. El primer álbum de Teairra Marí, Roc-A-Fella Records Presents Teairra Marí, fue lanzado el 2 de agosto de 2005 y fue producido por Brian Michael Cox, Darkchild, Cool & Dre, Blackout Movement, The Trackboyz, Kwame y fue coproducido por Sean Garrett. El álbum alcanzó el puesto número 5 en la lista de álbumes Billboard 200 y el número 2 en la lista Top R&B/Hip-Hop Albums, mientras modelaba y hacía anuncios para la campaña de Roca Wear. El álbum vendió 248.000 copias según Nielsen Soundscan, al 11 de noviembre de 2009. Teairra comenzó a trabajar en su segundo álbum titulado Second Round en 2006. El primer sencillo, "Play Me", estaba previsto que se lanzase en otoño, pero la producción se detuvo a mitad del álbum. Recibió una llamada telefónica de su sello antes de su graduación de la escuela secundaria para informarle que la iban a despedir.

### 2007-2010:At That Pointy mixtapes
En 2008, Marí firmó un lucrativo acuerdo con Violator, pero decidió separarse y consiguió un nuevo acuerdo con Fo' Reel bajo el ala de Cudda Love (el hombre responsable del éxito de Nelly). Estaba trabajando en un nuevo álbum titulado At That Point con los productores Rico Love, The Runners, The Underdogs, entre otros. En el álbum participaron Nicki Minaj, Flo Rida, Pleasure P, Soulja Boy, Gucci Mane, Kanye West y Rick Ross. El 12 de enero de 2009, Teairra lanzó un video musical para "Hunt 4 U", en el que aparece Pleasure P. Fue dirigido por Benny Boom. El segundo sencillo oficial lanzado de At That Point fue "Cause a Scene" con Flo Rida, que fue producido por The Runners. El tercer sencillo oficial del álbum, "Sponsor", en el que colaboró con Gucci Mane y Soulja Boy, fue lanzado digitalmente el 2 de febrero de 2010, y el video fue filmado en una mansión en Los Ángeles y fue lanzado el 8 de marzo de 2010. El álbum At That Point estaba previsto para lanzarse en el verano de 2010, pero finalmente fue archivado debido a que muchas canciones se filtraron en línea. Decidió volver al estudio para volver a grabar el álbum con un nuevo nombre.
A finales de 2009, Teairra Marí lanzó su primer mixtape Don't Make Me Cause a Scene, que contenía varios remixes de canciones.
Lanzó su segundo mixtape titulado Point of No Return el 7 de agosto de 2010. El mixtape contenía algunas canciones filtradas como "I Know It's You", "Coins", "Find My Way Back", "Holla" y una canción destinada a ser parte del álbum llamada "Lights Go Down". Lanzó cuatro videos musicales de algunas de las canciones que versionó para el proyecto.
El 17 de agosto de 2010 lanzó Sincerely Yours, un EP exclusivo digitalmente lanzado a través de iTunes, que incluía el sencillo "Sponsor", y otras nuevas canciones como "Body" y "Stranger". También incluye canciones hechas para At That Point que no se habían filtrado, las cuales fueron "Emergency", "Operator" y "Might Get Lucky". Lanzó videos musicales de "Body" y "Stranger".
Lanzó su tercer mixtape titulado The Night Before X-MAS en la víspera de Navidad de 2010, incluyendo varios remixes, y otras canciones como "Stay", "Round And Round", "U Know What It Is" y "Back It Up" con el rapero YG. Hizo videos musicales para los sencillos "U Know What It Is" y "Stay".

### 2011-2012:Sex on the Radioy Division1
En marzo de 2011, Marí, junto a Rico Love, productor ejecutivo del álbum, comenzaron a trabajar en nueva música para su álbum. Se escucha un fragmento de una canción en un clip de ellos grabando el primer sencillo del álbum, "That's All Me", en el que aparece Rico Love. La canción samplea uno de los primeros éxitos de Diddy, It's All About the Benjamins. "That's All Me" fue un sencillo del álbum Not Your Average DJ de DJ T. Neal, que cuenta con la participación de Rico Love y que también iba a incluirse en el álbum de Marí. Marí interpretó la canción por primera vez en el R&B Live en Hollywood, y luego reveló en el set del video que se había alejado de Warner Bros y había firmado un contrato con el sello de Rico Love, Division1. Debido a la gran cantidad de material sobrante del álbum, Marí lanzó un cuarto mixtape titulado Now or Never el 30 de mayo de 2011.
"U Did That" fue lanzado más tarde como el nuevo primer sencillo del segundo álbum de Marí, y fue escrito y producido por Rico Love y coproducido por D-Town. Marí dijo que el sencillo saldría a la venta en algún momento de enero de 2012. Luego, Marí lanzó un video de ella y Rico Love en el estudio hablando sobre el nuevo álbum. "Es absolutamente asombrosa la química que Rico y yo compartimos. No podría pedir otro compañero. [...] Hay muchos compositores talentosos por ahí, pero para mí, mi química es con Rico y no he tenido una química como esta con nadie más. Todos tienen su pareja y creo que Rico es definitivamente mi pareja musical". La canción tuvo un remix con el rapero 2 Chainz, y tuvo un video musical. Marí describió el razonamiento detrás del título del álbum diciendo: "Es reminiscente de un new jack swing, como el R&B de los 90, música de dormitorio pero con un toque de vitalidad".

### 2014-presente: Deserve y Rehab
En diciembre de 2014, Marí lanzó un nuevo sencillo, «Deserve», producido por Hitmaka. En 2019, lanzó un EP, "Rehab". El 12 de enero de 2024, lanzó otro sencillo, "Take Me Out".

## Carrera de actuación
En 2009, apareció en The Magnificent Cooly-T, seguida en 2010 por Lottery Ticket, actuando junto a Bow Wow. Durante 2013, la cadena de cable UP estrenó la película The Dempsey Sisters, en la que participó junto con Lynn Whitfield, Denyce Lawton y Clifton Powell.

## Reality shows
De 2011 a 2012, tuvo un papel secundario en la segunda temporada del exitoso reality show de VH1 Love & Hip Hop: New York. En 2014, apareció en un papel principal en el spin-off del reality show Love & Hip Hop: Love & Hip Hop: Hollywood.

## Discografía
- Roc-A-Fella Records presents Teairra Marí (2005)

## Filmografía

### Películas
| Año  | Título                        | Papel          | Notas |
| ---- | ----------------------------- | -------------- | ----- |
| 2009 | The Magnificent Cooly-T       | Sonya          |       |
| 2010 | Lottery Ticket                | Nikki Swayze   |       |
| 2012 | Mac & Devin Go to High School | Señorita Huck  |       |
| 2013 | Holla II                      | Tatianna       |       |
| 2013 | The Dempsey Sisters           | Sheena Dempsey |       |

### Televisión
| Año       | Título                                 | Papel                            | Notas                                                            |
| --------- | -------------------------------------- | -------------------------------- | ---------------------------------------------------------------- |
| 2006      | Showtime at the Apollo                 | Ella misma                       | 1 episodio                                                       |
| 2011-2012 | Love & Hip Hop: New York               | Ella misma                       | Elenco recurrente: Temporada 2                                   |
| 2014-2019 | Love & Hip Hop: Hollywood              | Ella misma                       | Elenco principal: Temporadas 1-5, Elenco recurrente: Temporada 6 |
| 2017      | The Real                               | Ella misma/coanfitriona invitada | 1 episodio                                                       |
| 2022-2023 | Family Reunion: Love & Hip Hop Edition | Ella misma                       | Elenco principal: Temporada 3                                    |